# Hermann Levsen
Lorenz Hermann Levsen (* 2. August 1945 auf Pellworm; † 23. August 2016) war ein deutscher Bauingenieur und niederdeutscher Autor.

## Leben
Seit 1971 war Levsen in der Planung und Ausführung von Tiefbaumaßnahmen tätig. Von 1979 bis zu seinem Tod 2016 war er selbständiger Bauingenieur in Schönkirchen bei Kiel; von 1989 an auch öffentlich bestellter und vereidigter Sachverständiger für Wasserwesen und Straßenbau.
In seiner Freizeit schrieb Hermann Levsen plattdeutsche Geschichten, teils gemeinsam mit Udo Bielenberg, mit dem er von 1979 bis zu dessen Ruhestand 1995 ein Ingenieurbüro (Bielenberg + Levsen) führte. Außerdem war er Vorsitzender des Kultur- und Landschaftspflegevereins in Schönkirchen.

## Werke
- Marie un Johann, Bielenberg und Levsen, Schönkirchen 1981
- Riemels un Vertellen ut Masch un Geest, Bielenberg und Levsen, Schönkirchen 1982
- Dümmtög un Kreienschiet, Verlag Michael Jung, Kiel 1983
- Studentenöög und Schobernack mit Udo Bielenberg, Verlag Michael Jung, Kiel 1985
- Hinne - dat Original mit Udo Bielenberg, Verlag Michael Jung, Kiel 1986
- Musst di wunnern!: Allerlei Lüüd un ehr Geschichten mit Udo Bielenberg, Verlag Michael Jung, Kiel 1987
- Von Buurn, Swien un anner Ort Lüüd mit Udo Bielenberg, Verlag Michael Jung, Kiel 1988,
- Is doch wohr ... oder wat??? mit Udo Bielenberg, Verlag Michael Jung, Kiel 1989, ISBN 3-923525-63-X
- Ick un du un all de annern ...  mit Udo Bielenberg, Verlag Michael Jung, Kiel 1990, ISBN 3-923525-71-0
- Ut Pütt un Pann: Vertellen von Eten un Drinken mit Udo Bielenberg, Verlag Michael Jung, Kiel 1991, ISBN 3-923525-78-8
- Wachtmeister Schütt op Spitzbovenfang mit Udo Bielenberg, Verlag Michael Jung, Kiel 1992, ISBN 3-923525-88-5
- Wachtmeister Schütt op hitte Spoor mit Udo Bielenberg, Verlag Michael Jung, Kiel 1993, ISBN 3-923525-95-8
- Wenn een op Reisen geiht ... mit Udo Bielenberg, Verlag Michael Jung, Kiel 1994, ISBN 3-929596-04-0
- Wachtmeister Schütt ünner Spitzboven un Ganoven mit Udo Bielenberg, Verlag Michael Jung, Kiel 1995, ISBN 3-929596-13-X